# مک‌شان (آلاباما)
مک‌شان (به انگلیسی: McShan) یک منطقهٔ مسکونی در ایالات متحده آمریکا است که در شهرستان پیکنز، آلاباما واقع شده‌است. مک‌شان ۸۶٫۸۷ متر بالاتر از سطح دریا واقع شده‌است.